# کاله هلمبری
کاله هُلمبری (فنلاندی: Kalle Holmberg؛ زادهٔ ۲۱ ژوئن ۱۹۳۹ - درگذشت ۱۲ سپتامبر ۲۰۱۶) بازیگر و کارگردان تئاتر، اپرا و فیلم اهل فنلاند بود.
از فیلم‌هایی که وی در آن‌ها نقش داشته‌است، می‌توان به رولو و روح جنگل اشاره نمود.